# Comuna Șkurativka, Bilopillea
Șkurativka (în ucraineană Шкуратівка) este o comună în raionul Bilopillea, regiunea Sumî, Ucraina, formată din satele Cerevativka, Nahirnivka, Șkurativka (reședința) și Țîmbalivka.

## Demografie
Componența lingvistică a comunei Șkurativka
     Ucraineană (95,43%)
     Rusă (4,35%)
     Alte limbi (0,11%)
Conform recensământului din 2001, majoritatea populației comunei Șkurativka era vorbitoare de ucraineană (95,43%), existând în minoritate și vorbitori de rusă (4,35%).